# Museu da Uva e do Vinho Primo Slomp
O Museu da Uva e do Vinho Primo Slomp é um museu histórico-temático da cidade de Caxias do Sul, Brasil. Localiza-se no distrito de Forqueta, a poucos quilômetros do centro urbano.
O Museu foi fundado em 2002 no prédio da mais antiga cooperativa vitivinícola da América Latina ainda em atividade, a Cooperativa Vitivinícola Forqueta Ltda, criada em 1929 a fim de minimizar os efeitos da crise por que passava o setor da produção de uva e vinho. Seu nome homenageia o fundador da cooperativa, Primo Slomp.
Seu acervo é composto de objetos usados na cultura da uva e em sua transformação industrial para fabrico do vinho, como barris e pipas, cestos de vime, vasilhames e fotografias históricas.